# Domaine de Kuwana

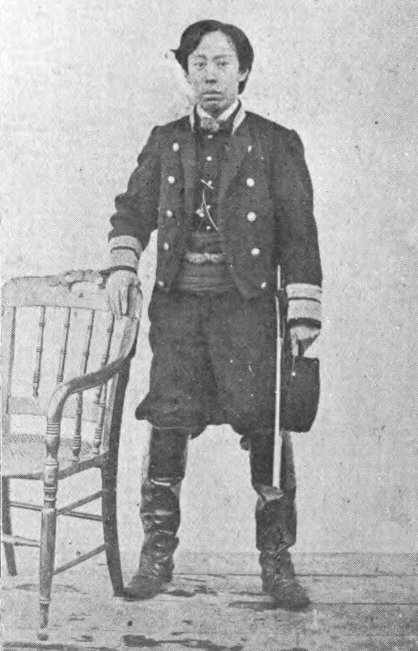
Sadaaki Matsudaira, le daimyo de Kuwana en uniforme occidental de Kyoto shoshidai durant la période du Bakumatsu.

Le domaine de Kuwana (桑名藩, Kuwana-han) était un domaine japonais de la période Edo, situé dans la province d'Ise (aujourd'hui dans la ville de Kuwana de la préfecture de Mie).

## Liste des daimyos
- Clan Honda (fudai daimyo ; 100 000 koku)

1. Tadakatsu
2. Tadamasa

- Clan Matsudaira (Hisamatsu) (shinpan daimyo ; 110 000 → 117 000 → 110 000 → 113 000 koku)

1. Sadakatsu
2. Sadayuki
3. Sadatsuna
4. Sadayoshi
5. Sadashige

- Clan Matsudaira (Okudaira) (shinpan daimyo)

1. Tadamasa
2. Tadatoki
3. Tadahiro
4. Tadakatsu
5. Tadatomo
6. Tadasuke
7. Tadataka

- Clan Matsudaira (Hisamatsu) (shinpan daimyo ; 113 000 → 60 000 koku)

1. Sadanaga
2. Sadakazu
3. Sadamichi
4. Sadaaki
5. Sadanori

## Source de la traduction
- (en) Cet article est partiellement ou en totalité issu de l’article de Wikipédia en anglais intitulé « Kuwana Domain » (voir la liste des auteurs).